# Max Sternberg
Max Sternberg (geboren am 24. Juli 1856 in Meppen; gestorben am 15. August 1930 in Emden) war ein praktischer Arzt und Politiker. Er gehörte zu den Mitbegründern des von Adolf Damaschke geführten Bundes deutscher Bodenreformer und war ein politischer Weggenosse Friedrich Naumanns. Anfang der 1920er Jahre stieß er zur Freiwirtschaftsbewegung Silvio Gesells, für die er sich bis an sein Lebensende politisch und schriftstellerisch engagierte.

## Leben
Max Sternberg entstammte einer jüdischen Familie. Nach dem Erwerb der Hochschulreife studierte er Medizin an der Universität Göttingen, ging dann für einige Semester an die Würzburger Universität und kehrte schließlich nach Göttingen zurück, um dort 1880 zum Doktor der Medizin zu promovieren. Das Thema seiner Dissertation, die in Meppen gedruckt und veröffentlicht wurde, lautete: Ueber die Einwirkung der Inhalationen von Ol. Terebinth. und Ol. Eucalypt. auf Niere und Harn.
Seine erste Praxis eröffnete Sternberg im ostfriesischen Oldersum, wechselte 1887 nach Hannover und ließ sich schließlich 1890 in Emden nieder, wo er als Armen- und Hausarzt praktizierte. Während des Ersten Weltkriegs war er Stabsarzt. Zuvor hatte er nach zwanzigjähriger ärztlicher Tätigkeit den damals üblichen Titel eines Sanitätsrates erhalten. Neben Sternberg wirkten in Emden elf sogenannte „christliche“ Ärzte und ein weiterer jüdischer Arzt, Dr. Goldschmidt mit Namen. Nach 1919 kam mit Dr. Julian Kretschmer ein dritter jüdischer Arzt hinzu.
Neben seiner Tätigkeit als Mediziner war Max Sternberg vor allem politisch engagiert. In den Jahren nach 1880 gehörte er zunächst der 1861 gegründeten liberalen Deutschen Fortschrittspartei (DFP, Fortschritt) an. Sie kämpfte unter Eugen Richter insbesondere gegen die Wirtschafts- und Sozialpolitik Otto von Bismarcks. Nach der Spaltung der DFP im Jahre 1893 schloss sich Sternberg der Freisinnigen Vereinigung an, verließ sie aber wegen ihres Manchesterliberalismus sehr schnell und wandte sich der Bodenreformbewegung zu. Er studierte die Werke Henry Georges und Michael Flürscheims und wurde zum Mitbegründer des Bundes für Bodenbesitzreform. Aus dieser Organisation ging 1896 der von Adolf Damaschke geführte Bund Deutscher Bodenreformer (BDB) hervor, an dessen Gründung Max Sternberg ebenfalls maßgeblich beteiligt war.
Sternberg war sowohl mit Damaschke als auch mit Friedrich Naumann freundschaftlich verbunden. Letzterer hatte 1896 die politische Partei Nationalsozialer Verein (NSV) gegründet und erfolglos an den Reichstagswahlen 1898 und 1903 teilgenommen. In den wenigen Jahren, die der NSV aktiv war, initiierte Sternberg eine nationalsoziale Ortsgruppe Emden. Naumann löste nach den beiden Misserfolgen den NSV auf und überführte dessen Mitglieder (darunter auch Sternberg) in die bereits erwähnte Freisinnige Vereinigung. Diese schloss sich ein paar Jahre später mit der Deutschen Volkspartei zur Fortschrittlichen Volkspartei zusammen. Sternberg hatte an diesem Parteienzusammenschluss aktiv mitgewirkt. Naumann und Sternberg blieben während dieser Jahre – trotz mancher Wandlungen im Programm – Mitglieder dieser Partei, um ihr „soziales Gewissen zu schärfen“. Der Finanzfachmann und Bodenreformer Ludwig Eschwege beeinflusste ihn in diesen Jahren in seinem volkswirtschaftlichen Denken.

Historisches FFF-Logo der Freiwirtschaftsbewegung

Ab 1922 beschäftigte sich Max Sternberg mit der Freiwirtschaftslehre Silvio Gesells und gehörte alsbald zu ihren Vertretern. Nach dem erfolglosen Versuch, die von Gesell geforderte Geldreform in das Programm des Bundes Deutscher Bodenreformer und in das Parteiprogramm der DDP zu integrieren, zog sich Sternberg aus beiden Organisationen zurück und widmete sich fortan dem Auf- und Ausbau eines Freiwirtschaftsbundes FFF. Die drei FFF, die auch als Kürzel einer freiwirtschaftlichen Partei Verwendung fanden, standen für Freigeld, Freiland, Festwährung. Bereits 1924 veröffentlichte er im Emder Anton-Gerhard-Verlag die Schrift Warum und wie zur Freiwirtschaft? Im gleichen Jahr kandidierte er für die FFF-Partei und wurde am 4. Mai mit 601 Stimmen (5,2 %) in das Bürgervorsteherkollegium gewählt. Dort gehörte er mit vier Vertretern der Kommunistischen Partei zur Opposition, während die Mehrheitsfraktion der Bürgerlichen Vereinigung gemeinsam mit den fünf SPD-Abgeordneten eine Regierungskoalition bildeten. Sternberg – so Marianne und Reinhard Claudi – habe im Stadtparlament „so gut wie jede Frage aus der Sicht der von ihm vertretenen Wirtschaftstheorie gesehen, die vor allem die Abschaffung des Zinses verlangt.“ Seine ständig wiederholte Warnung habe „Es knistert im Gebälk!“ gelautet.
Sternbergs Einsatz für die Ausbreitung der freiwirtschaftlichen Lehren Silvio Gesells blieb im Gedächtnis vieler Emder. Uri Hartogsohn erinnerte sich zum Beispiel in einem von Marianne und Reinhard Claudi durchgeführten Interview so an ihn: „Dr. Sternberg war unser Hausarzt. Er fuhr auf einem Fahrrad mit drei Rädern durch die Stadt. Seine Praxis war in der Großen Brückstraße. Er hat eine Partei in Emden gegründet. Sie hieß FFF. Das bedeutete: Freies Geld, Freie Wirtschaft, Freies Land. Er hatte immerhin einmal an die 1000 Wähler.“ Julian Kretschmer, der bereits erwähnte jüdische Kollege Sternbergs, schrieb 1931: „Der FFF-Bewegung in Emden gelang es tatsächlich, einen Sitz für Sternberg im Stadtparlament zu erringen, während sie sonst in Deutschland eine bedeutungslose Splitterpartei blieb. Der Erfolg in Emden war, soweit ich die Mentalität der Bevölkerung beurteilen konnte, weniger dem Programm als der Person Sternbergs zuzuschreiben, den die ärmliche Bevölkerung als unerschrockenen Vorkämpfer für die Lebensrechte der Besitzlosen schätzte. […] Wie gross seine Popularität trotz seines Judentums war, zeigte sich bei seiner Beerdigung. Hunderte folgten seinem Sarge, und die Strassen, die der Trauerzug passierte, waren mit einer dichten Menschenmenge gesäumt, wie ich sie bis dahin noch selten in Emden gesehen hatte.“
Max Sternberg gehört zu den Mitbegründern des Emder Ortsvereins des überparteilichen Bündnisses Reichsbanner Schwarz-Rot-Gold. Neben seinem politischen Engagement betätigte Max Sternberg sich auch im Central-Verein deutscher Staatsbürger jüdischen Glaubens und leitete ab 1924 dessen lokale Emder Gruppe. Auch in der Naturforschenden Gesellschaft zu Emden war Max Sternberg als „vortragendes Mitglied“ tätig. Die Themen seiner Vorträge lagen hier im Bereich der Medizin und der Gesundheitsvorsorge.
Sternberg starb im 75. Lebensjahr. Sein Grab befindet sich auf dem Jüdischen Friedhof an der Emder Bollwerkstraße. Dort ist auch seine Ehefrau Minna Levi beerdigt. Sie wurde am 4. Juli 1864 als ältestes Kind des Ehepaares Joseph und Hanna Levi in Eschwege geboren und verstarb bereits am 30. April 1924 in Emden. Die Aufschriften der beiden Grabsteine zeigen an, dass aus der Ehe von Max und Minna Sternberg Kinder hervorgegangen sind. Eine Tochter des Ehepaares Sternberg-Levi hieß Hanna (* 14. Dez. 1894 Emden). Sie war verheiratet mit Adolf Anschel Heymann aus Schöppingen in Westfalen. Für Anzahl und weitere Namen der Kinder sind bislang noch keine Quellen gefunden worden.

## Veröffentlichungen (Auswahl)

Titelseite der Sternberg-Schrift: Warum und wie zur Freiwirtschaft?

- Ueber die Einwirkung der Inhalationen von Ol. Terebinth. und Ol. Eucalypt. auf Niere und Harn (Dissertation), Meppen 1880.
- Warum und wie zur Freiwirtschaft? (Verlag von Anton Gerhard), Emden 1924.
- Entdeckungsfahrten eines Bodenpolitikers, posthum erschienen in: Band 36 der Wissenschaftlichen Schriftenreihe der Freiwirtschaftlichen Zeitung, Erfurt 1933.
- Sozialismus der mosaischen Gesetzgebung. In: Wochenzeitschrift C.V.-Zeitung. Organ des Central-Vereins deutscher Staatsbürger jüdischen Glaubens. III. Jahrgang, Nr. 3. Berlin, 17. Januar 1924. S. 461–467 (posthum 1964 in Mülheim als Broschüre erneut herausgegeben von Friedhelm Spieker)